# Bureaux de poste français dans l'Empire ottoman
Les Bureaux de poste français dans l'Empire ottoman sont également connus sous l'appellation Bureaux de poste du Levant. Ils désignent un ensemble de services postaux opérés par la France dans diverses villes de l'Empire ottoman
entre 1812 et 1923.

## Utilisation de timbres français
Dans un premier temps les bureaux ouverts dans l'Empire ottoman et dans les états vassaux chrétiens ont utilisé des timbres de France avec notamment des oblitérations par losanges petits chiffres, puis gros chiffres.
Voici un récapitulatif des bureaux ouverts entre 1852 et 1875.
| Ville          | Appellations françaises                        | Province ottomane ou état vassal | Pays (actuel) | Date ouverture | Petit Chiffre | Gros Chiffre |
| -------------- | ---------------------------------------------- | -------------------------------- | ------------- | -------------- | ------------- | ------------ |
| Alexandrie     | Alexandrie                                     | Khédivat d'Égypte                | Égypte        | 1837           | 3704          | 5080         |
| Alexandroúpoli | Dedeağaç/Dédéagatch/Dédéagh                    | Empire ottoman, Turquie d'Europe | Grèce         | 1874           | -non-         | 5155         |
| Beyrouth       | Beyrouth                                       | Syrie ottomane                   | Liban         | 1845           | 3706          | 5082         |
| Brăila         | Brăila/Ibrail/Ibrailla                         | Principauté de Valachie          | Roumanie      | 1857           | 4009          | 5087         |
| Le Caire       | Le Caire                                       | Khédivat d'Égypte                | Égypte        | 1865           | -non-         | 5119         |
| Constanţa      | Constanza/Kustendjé/Kustengé                   | Empire ottoman, Turquie d'Europe | Roumanie      | 1869           | -non-         | 5139         |
| Çanakkale      | Les Dardanelles/Château d'Asie/Tchanak-kaléssi | Empire ottoman, Turquie d'Asie   | Turquie       | 1835           | 3708          | 5084         |
| Enez           | Enos/Ainos                                     | Empire ottoman, Turquie d'Europe | Turquie       | 1874           | -non-         | 5153         |
| Galaţi         | Galatz                                         | Principauté de Moldavie          | Roumanie      | 1857           | 4008          | 5085         |
| Gelibolu       | Gallipoli/Gallipolis                           | Empire ottoman, Turquie d'Europe | Turquie       | 1852           | 3767          | 5086         |
| Giresun        | Kerassunde/Cérasonde                           | Empire ottoman, Turquie d'Asie   | Turquie       | 1857           | 4011          | 5090         |
| İnebolu        | Inebolu/Ionopolis                              | Empire ottoman, Turquie d'Asie   | Turquie       | 1857           | 4010          | 5088         |
| İskenderun     | Alexandrette                                   | Syrie ottomane                   | Turquie       | 1852           | 3766          | 5079         |
| İstanbul       | Constantinople/Istamboul                       | Empire ottoman, Turquie d'Europe | Turquie       | 1799           | 3707          | 5083         |
| İzmir          | Smyrne                                         | Empire ottoman, Turquie d'Asie   | Turquie       | 1835           | 3709          | 5098         |
| Kavala         | Cavalle/Kavalla                                | Empire ottoman, Turquie d'Europe | Grèce         | 1874           | -non-         | 5156         |
| Lagos          | Lagos                                          | Empire ottoman, Turquie d'Europe | Grèce         | 1874           | -non-         | 5154         |
| Lattaquié      | Lattaquié                                      | Syrie ottomane                   | Syrie         | 1852           | 3769          | 5091         |
| Mersin         | Mersina                                        | Empire ottoman, Turquie d'Asie   | Turquie       | 1852           | 3770          | 5092         |
| Mytilène       | Mételin/Métellin/Mytilène                      | Empire ottoman, Turquie d'Asie   | Grèce         | 1852           | 3771          | 5093         |
| Ordu           | Ordou                                          | Empire ottoman, Turquie d'Asie   | Turquie       | 1869           | -non-         | 5097         |
| Port-Saïd      | Port-Saïd                                      | Khédivat d'Égypte                | Égypte        | 1867           | -non-         | 5129         |
| Rhodes         | Rhodes                                         | Empire ottoman, Turquie d'Asie   | Grèce         | 1852           | 3772          | 5094         |
| Tekirdağ       | Rodosto/Rhodosto/Rhodeste                      | Empire ottoman, Turquie d'Europe | Turquie       | 1872           | -non-         | 5086         |
| Samsun         | Samsoun                                        | Empire ottoman, Turquie d'Asie   | Turquie       | 1857           | 4013          | 5096         |
| Sinop          | Sinope                                         | Empire ottoman, Turquie d'Asie   | Turquie       | 1857           | 4014          | 5097         |
| Suez           | Suez                                           | Khédivat d'Égypte                | Égypte        | 1862           | -non-         | 5105         |
| Sulina         | Sulina/Soulina                                 | Empire ottoman, Turquie d'Europe | Roumanie      | 1857           | 4015          | 5099         |
| Tel Aviv-Jaffa | Jaffa                                          | Syrie ottomane                   | Israël        | 1852           | 3768          | 5089         |
| Thessalonique  | Salonique                                      | Empire ottoman, Turquie d'Europe | Grèce         | 1857           | 4012          | 5095         |
| Trabzon        | Trébizonde                                     | Empire ottoman, Turquie d'Asie   | Turquie       | 1857           | 4016          | 5100         |
| Tripoli        | Tripoli                                        | Syrie ottomane                   | Liban         | 1852           | 3773          | 5101         |
| Tulcea         | Toultcha/Touldja                               | Empire ottoman, Turquie d'Europe | Roumanie      | 1857           | 4017          | 5102         |
| Varna          | Varna                                          | Empire ottoman, Turquie d'Europe | Bulgarie      | 1857           | 4018          | 5103         |
| Volos          | Volo                                           | Empire ottoman, Turquie d'Europe | Grèce         | 1857           | 4019          |              |

## Émissions générales du Levant

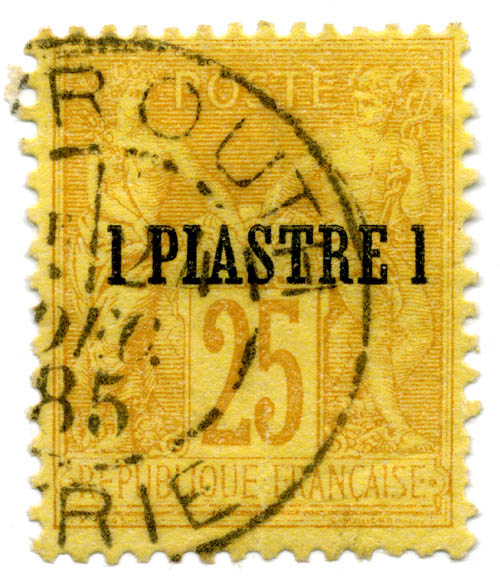
25 c au type Sage surchargé avec la valeur 1 piastre et utilisé à Beyrouth en 1885

À partir de 1885, les timbres français avec des valeurs libellées en francs et centimes furent surchargés en monnaie locale (piastres et paras).
En 1902, un ensemble de timbres aux types Blanc, Mouchon et Merson ont été libellés « LEVANT ». Les plus fortes valeurs au type Merson ont été surchargées en piastres.
En 1914, les bureaux du Levant ont été fermés pour cause de guerre, l'Empire ottoman ayant été du côté des Empires centraux.
En 1921, un service postal a été rétabli avec des timbres de France aux types Semeuse et Merson, avec des surcharges en piastres.